# Gérard Castella
Pour les articles homonymes, voir Castella.
Gérard Castella, né le 2 mai 1953, est un entraîneur suisse de football. Il est actuellement sélectionneur national de l'équipe de Suisse U19 et consultant sportif sur la chaîne RTS Deux.

## Palmarès
- 1999 : Vainqueur du championnat de Suisse de football D1 avec le Servette FC
- 2004 : Vainqueur du championnat de Suisse de football D4 avec le Lausanne-Sport
- 2005 : Vainqueur du championnat de Suisse de football D3 avec le Lausanne-Sport
- 2007 : Vainqueur du championnat de Suisse de football D2 avec Neuchâtel Xamax